# Pat Noonan
Pat Noonan (Ballwin, 1980. augusztus 2. –) amerikai válogatott labdarúgó, edző. 2022 óta az amerikai Cincinnati vezetőedzője.

## Pályafutása

### Labdarúgóként
Noonan a Missouri állambeli Ballwin városában született.
2002-ben mutatkozott be a Mid Michigan Bucks felnőtt keretében. 2003-ban az első osztályban szereplő New England Revolution szerződtette. 2008-ban a norvég Aalesundhoz igazolt. Még 2008-ban visszatért Amerikába és a Columbus Crew-nál folytatta a labdarúgást. 2009-ben a Colorado Rapids, majd 2010-ben a Seattle Sounders csapatához írt alá. 2012-ben a LA Galaxyhoz csatlakozott.
2004-ben debütált az amerikai válogatottban. 2008-ig összesen 15 mérkőzésen lépett pályára és 1 gólt szerzett hazája színeiben.

### Edzőként
2013 és 2016 között a LA Galaxy segédedzője volt. 2017-ben az amerikai válogatottban, míg 2018-től 2021-ig a Philadelphia Union csapatánál töltött be edzői pozíciót. 2021. december 14-én, Tyrone Marshallt váltva a Cincinnati vezetőedzője lett. A 2022-es szezont az 5. helyen zárták a Keleti Főcsoportban, a kieséses szakaszban pedig a negyeddöntőkig jutottak.

## Edzői statisztika
2024. augusztus 31. szerint

| Csapat     | Nemzet                    | –tól               | –ig         | Mérkőzések | Mérkőzések | Mérkőzések | Mérkőzések | Mérkőzések |
| Csapat     | Nemzet                    | –tól               | –ig         | M          | Gy         | V          | D          | Gy %       |
| ---------- | ------------------------- | ------------------ | ----------- | ---------- | ---------- | ---------- | ---------- | ---------- |
| Cincinnati | Amerikai Egyesült Államok | 2021. december 14. | Jelenleg is | 118        | 60         | 31         | 27         | 50,8       |
| Összesen   | Összesen                  | Összesen           | Összesen    | 118        | 60         | 31         | 27         | 50,8       |

## Sikerei, díjai

### Játékosként
New England Revolution
- US Open Cup
  - Győztes (1): 2007

Columbus Crew
- MLS
  - Bajnok (1): 2008

Seattle Sounders
- US Open Cup
  - Győztes (2): 2010, 2011

LA Galaxy
- MLS
  - Bajnok (1): 2012

Amerikai válogatott
- CONCACAF-aranykupa
  - Győztes (1): 2005

### Edzőként
Egyéni
- MLS – Az Év Edzője: 2023